# Stephan Keller
Pour les personnes ayant le même patronyme, voir Keller.
Stephan Keller est un footballeur suisse né le 31 mai 1979 à Zurich.

## Palmarès
- Sydney FC
  - Vainqueur du Championnat d'Australie en 2010.